# اوفلیا بنسون

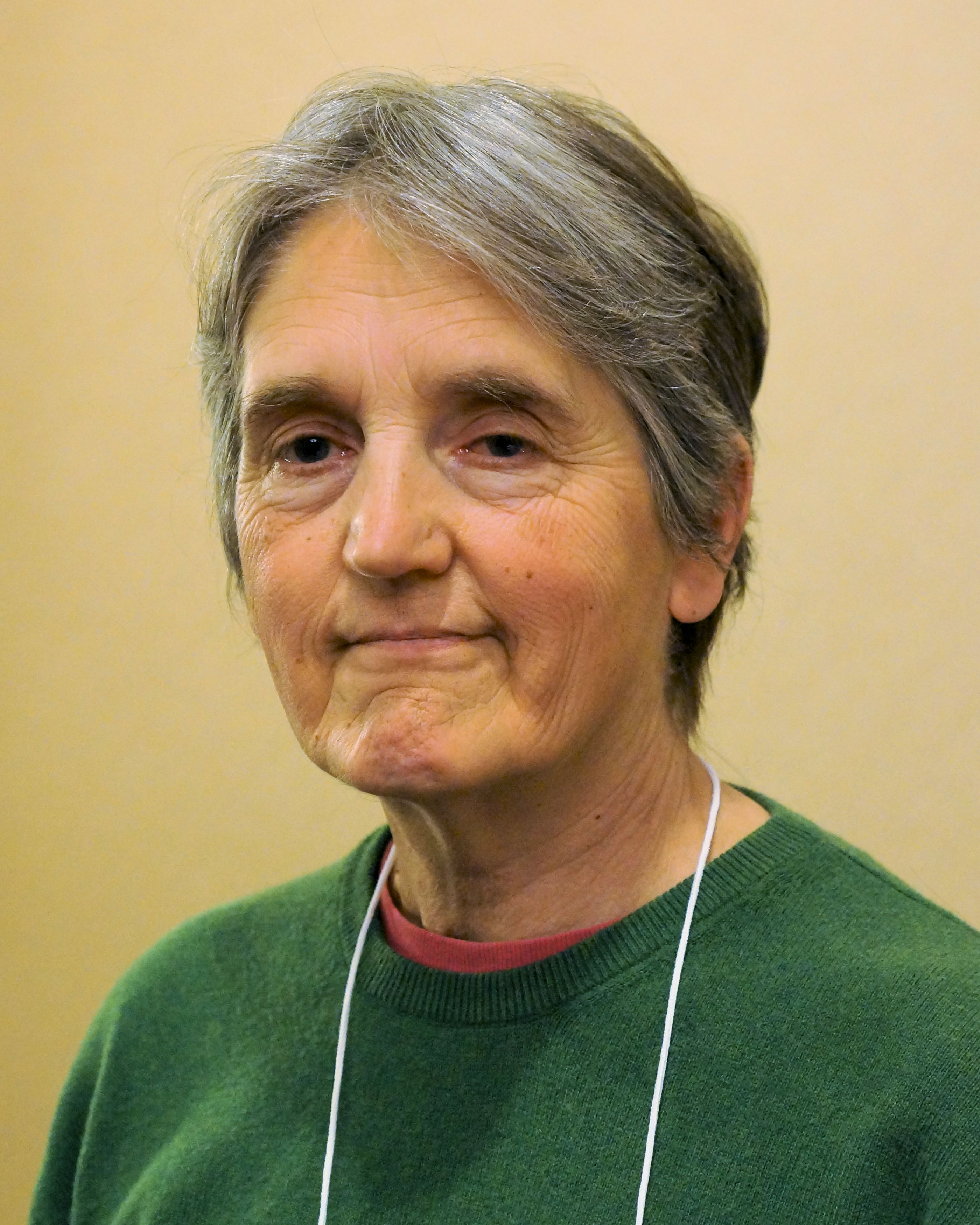
نگارهٔ اوفلیا بنسون، ژورنالیست آمریکایی - ۲۰۱۲

اوفلیا بنسون (به انگلیسی: Ophelia Benson) نویسنده و ژورنالیست آمریکایی است. او سردبیر سایت «چرخ‌ها و پروانه‌ها» و نایب سردبیر «مجله فیلسوف» است. وی به همراه جرمی استانگروم، آثاری چون «لغت‌نامهٔ مزخرفات مد روز» و «چرا حقیقت مهم است» را تالیف کرده‌است.

## جستارهای بیرونی
- سایت چرخ‌ها و پروانه‌ها